# AL-Bank Cup 2008-09
AL-Bank Cup 2008-09 var 17. udgave af den danske pokalturnering i ishockey for mandlige klubhold og blev arrangeret af Danmarks Ishockey Union. Turneringen havde deltagelse af 13 hold, og dens navn refererede til dens sponsor, Arbejdernes Landsbank.
Turneringen blev vundet af Odense Bulldogs, som i finalen på udebane besejrede Herning Blue Fox med 4-1, og som dermed vandt klubbens tredje pokaltitel.

## Resultater

### Kvalifikationsrunde
I kvalifikationsrunden deltog de fire bedst placerede hold fra 1. division 2007-08. De fire hold spillede alle-mod-alle om to pladser i 1. runde.
| Dato  | Kamp                        | Res. | Perioder      |
| ----- | --------------------------- | ---- | ------------- |
| 21.8. | Gladsaxe - Gentofte Stars   | 3−17 | 1-4, 2-6, 0-7 |
| 22.8. | Ama'r Jets - Gladsaxe       | 5−3  |               |
| 24.8. | Ama'r Jets - Gentofte Stars | 1−2  |               |

| Hold           | Kampe | Mål   | Point |
| -------------- | ----- | ----- | ----- |
| Gentofte Stars | 2     | 19-31 | 4     |
| Ama'r Jets     | 2     | 6-5   | 2     |
| Gladsaxe Bears | 2     | 06-22 | 0     |

### 1. runde
I første runde spillede de to hold, der gik videre fra kvalifikationsrunden, sammen med de seks hold, der endte som nr. 5-10 i AL Bank-Ligaen 2007-08, om fire pladser i kvartfinalerne. De otte hold blev parret i fire opgør, der blev afgjort i én kamp.
| Dato  | Kamp                                 | Res. | Perioder      |
| ----- | ------------------------------------ | ---- | ------------- |
| 26.8. | Totempo HvIK - Rødovre Mighty Bulls  | 2−3  |               |
| 26.8. | Gentofte Stars - AaB Ishockey        | 1−9  | 1-3, 0-4, 0-2 |
| 27.8. | Ama'r Jets - EfB Ishockey            | 1−14 |               |
| 28.8. | Herlev Hornets - Nordsjælland Cobras | 2−0  | 1-0, 1-0, 0-0 |

### Kvartfinaler
I kvartfinalerne spillede de fire vindere fra 1. runde sammen med de fire hold, der endte som nr. 1-4 i AL Bank-Ligaen 2007-08, om fire pladser i kvartfinalerne. De otte hold blev parret i fire opgør, der blev afgjort over to kampe (ude og hjemme).
| Dato                                  | Kamp                                        | Res. | Perioder      |
| ------------------------------------- | ------------------------------------------- | ---- | ------------- |
| 26.8.                                 | Frederikshavn White Hawks - Odense Bulldogs | 2−2  |               |
| 7.9.                                  | Odense Bulldogs - Frederikshavn White Hawks | 5−3  | 2-1, 0-0, 3-2 |
| Odense Bulldogs vinder samlet med 7−5 |                                             |      |               |

| Dato                                   | Kamp                            | Res. | Perioder          |
| -------------------------------------- | ------------------------------- | ---- | ----------------- |
| 31.8.                                  | Herning Blue Fox - AaB Ishockey | 4−3  | 0-1, 0-1, 0-0     |
| 8.9.                                   | AaB Ishockey - Herning Blue Fox | 1−1  | 1-0, 0-0, 0-0 0-1 |
| Herning Blue Fox vinder samlet med 5−4 |                                 |      |                   |

| Dato                              | Kamp                       | Res. | Perioder      |
| --------------------------------- | -------------------------- | ---- | ------------- |
| 2.9.                              | EfB Ishockey - SønderjyskE | 2−4  | 1-1, 1-2, 0-1 |
| 9.9.                              | SønderjyskE - EfB Ishockey | 1−1  | 1-1, 0-0, 0-0 |
| SønderjyskE vinder samlet med 5−3 |                            |      |               |

| Dato                                       | Kamp                                       | Res. | Perioder      |
| ------------------------------------------ | ------------------------------------------ | ---- | ------------- |
| 5.9.                                       | Rødovre Mighty Bulls - Nordsjælland Cobras | 2−3  | 1-1, 0-2, 1-0 |
| 22.9.                                      | Nordsjælland Cobras - Rødovre Mighty Bulls | 3−5  | 2-2, 0-2, 1-1 |
| Rødovre Mighty Bulls vinder samlet med 7−6 |                                            |      |               |

### Semifinaler
De fire kvartfinalevindere blev parret i to semifinaleopgør, der begge blev afgjort over én kamp på neutral bane. Kampen mellem Herning Blue Fox og SønderjyskE blev spillet i KVIK Hockey Arena, mens Rødovre Mighty Bulls og Odense Bulldogs afviklede deres semifinale i Rødovre Skøjte Arena.
| Dato | Kamp                                   | Res. | Perioder      |
| ---- | -------------------------------------- | ---- | ------------- |
| 2.1. | Herning Blue Fox - SønderjyskE         | 2−1  | 0-0, 0-0, 2-1 |
| 2.1. | Rødovre Mighty Bulls - Odense Bulldogs | 3−5  | 3-0, 0-3, 0-2 |

### Finale
Finalen blev spillet i KVIK Hockey Arena under overværelse af 2.755 tilskuere.
| Dato | Kamp                               | Res. | Perioder      |
| ---- | ---------------------------------- | ---- | ------------- |
| 4.1. | Herning Blue Fox - Odense Bulldogs | 1−4  | 0-1, 0-2, 1-1 |